# 汉口站
汉口站位于中华人民共和国湖北省武汉市江汉区金家墩，毗邻二环线，是沪蓉铁路、汉丹铁路和武孝城际等线路的客运枢纽站，为武汉铁路枢纽客运“三大站”之一（余下两座为武昌站与武汉站）。目前主要承担武汉枢纽内东西向始发列车和通过列车的客运业务，大部分沪蓉线及武西高速线列车在此站停靠；同时兼顾办理少量长江江北过路普速列车的客运业务。原汉口站始发数对普速列车，现已基本停运或迁往武昌站。
车站原名汉口大智门站，建于1899年。原址在现今武汉市江岸区京汉大道与车站路交会处，曾是京汉铁路南段重要的客运车站，1950年定名为汉口站。现今位于金家墩的汉口站于1991年4月21日建成投入使用，9月30日车站成建制自旧址搬迁至今址。
目前引入汉口站的线路有京广汉口联络线、汉口汉西联络线、汉丹线、沪蓉线（合武铁路和汉宜铁路）、武孝城际线。原汉口站中心里程位于京广线K1192+445处，2010年改造后京广铁路正线在汉口站以北通过，汉口站由京广汉口联络线与丹水池站、由汉口汉西联络线与汉西站连接，里程为K10+542。本站另位于沪蓉线K819+108处。

## 沿革

### 大智门时期

#### 车站始建
芦汉铁路初步规划之时，其汉口段起点原设在汉口城垣的通济门外。比利时公司对汉口段进行测量时，各方舆论要求將线路修至玉带门外，是以承建方在光绪23年（1897年）夏开始在大智门、循礼门附近征地。光绪24年腊月（1899年1月）车站动工，因在汉口城垣大智门外，是以“大智门”冠于站名。
光绪28年（1902年）6月车站建成，时名“汉口大智门站”。站房始建时为一单体二层小楼，见左图。建站初期，站内有股道3条，站台2座及风雨棚1座。当年11月前后芦汉铁路大智门至信阳间通车，次年夏玉带门至大智门间通车。光绪31年（1905年）11月12日，黄河铁桥落庆，此即代表芦汉铁路全通，清政府王公贵胄及有司官员自京师乘车前往汉口游览。光绪32年（1906年）4月1日芦汉铁路建成并定名京汉铁路，同日在大智门站举行了通车典礼。

#### 京汉南段大站

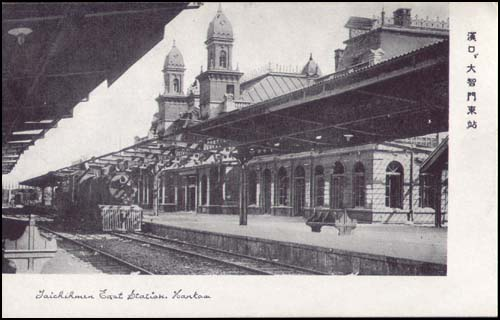
日军占领汉口后，明信片上的大智门火车站，可见被损毁的站台雨棚以及机车设备

宣统3年（1911年）辛亥革命阳夏战争期间，该车站成为革命军（民军）进军汉口江岸站所在刘家庙地区的指挥部。10月28日，清政府军夺回车站。11月5日，冯国璋在站舍设置司令部，民军数次尝试进攻皆失败。当时在大智门附近发生的战役中民军阵亡者达2000人，这些阵亡将士遗体后来由红十字会及慈善机构组织收殓，并葬于车站不远处的球场路，即六大堆烈士陵园。
阳夏战争期间车站设施遭到严重毁坏，车站站舍损毁严重，直到民国3年（1914年）才重新装修扩建一座新的候车室。同年，股道拓展为7条：正线1条、到发线2条、货物线2条、存车线2条。此外为便于装卸货物，在车站东北还有1条通往汉口德租界长江江岸（今三阳路）的岔道（即后来的三阳路支线） 。民国6年（1917年），站舍又改建成一座由法国建筑师设计的两层砖木结构建筑，即今现存站房。民国7年（1918年），交通部指定本站为中日联运站进行水陆联运。民国10年（1921年），京汉铁路与粤汉铁路（湘鄂段）开通旅客轮渡联运。民国12年（1923年）二七大罢工期间，2月5日汉口督军张厚生以旅客需要回家过年为由，逼迫车站发售车票。随后，京汉铁路工会江岸分工会委员长林祥谦来到车站向旅客及汉口社会各界宣传罢工的正当性。民国15年（1926年），改属平汉铁路管理局汉口办事处。民国20年（1931年）8月武汉遭遇洪水之时，此车站也被部分淹没。民国21年（1932年），在车站北头修建天桥一座并修筑围墙；民国25年（1936年）车站两座站台间修建了地下通道。
民国27年（1938年）10月25日，日军占领汉口；次26日午，车站被日军第二野战铁道队、铁道第三联队占领。民国34年（1945年）9月，日本投降，武汉区铁路管理局接管车站，但此时，车站号志、雨棚全毁，仓库毁坏一半；11月1日，汉口至郑州间恢复通车，在本站举行了通车仪式。民国35年（1946年），又改交平汉区铁路管理局。民国38年（1949年），解放军攻下汉口，并由江岸站工人带队乘坐轨道车沿铁路通过车站进入汉口市区的循礼门站。同年，车站划归郑州铁路管理局汉口铁路分局。

#### 中华人民共和国时期

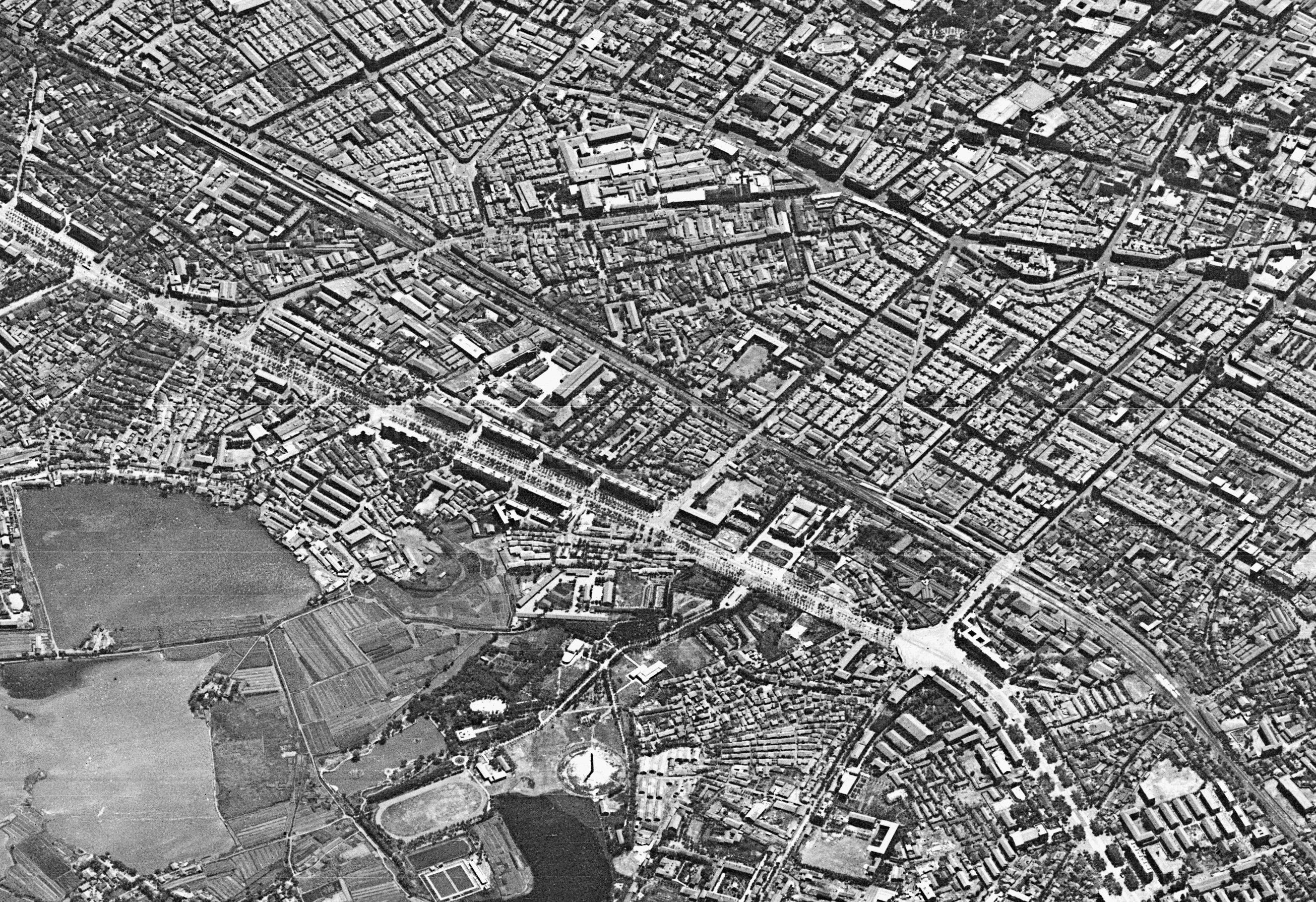
美国利用日冕计划所拍摄的汉口场与循礼门场及附近区域全图（1967年）

1950年8月，铁道部定车站名为汉口车站。1952年1月，循礼门站并入车站，原站场成为车站客场，简称“汉口场”；原循礼门站成为车站下辖货场，简称“循礼门场”。1954年，汉口运输营业所合并至车站，其下辖三阳路货场也隶属车站。1957年武汉长江大桥通车，新武昌站启用，汉口站和武昌站成为武汉铁路枢纽两座主要铁路客运站之一。同年车站将三阳路码头移交港务局后废除三阳路货场及支线，并利用卸下来的枕木及轨条在车站客场货场间的正线旁修建走行线，供循汉两场间车辆走行及循礼门场调车牵出。1958年10月，车站与武汉港、湖北省内航运局、湖北省公路局、湖北省装卸组成联运办公室，开展铁路、公路、水路间联运工作。
1960年，车站与江岸站间改用半自动闭塞。1978年，京广干线正线移至城郊的汉口迂回线，车站所在线路改称京广附属线。1983年，由于客运编组扩大，汉口场停办货运并扩建，拆除北端天桥及1条存车线，延长3条到发线。至1991年车站搬迁前，汉口场有到发线3条，存车线1条，使用面积达9540平方米。由于站场条件受限，当时武汉大部份列车由武昌站始发终到，汉口站仅办理过路列车的客运业务。

### 搬迁至金家墩

#### 新客站的建设
随着城市的发展与扩张，汉口市区老线逐渐从城市边缘成为了城市中心，其与数条城市道路平面交叉，这使得铁路分割了城区。另外位于大智门的站场也因其设施简陋无法满足运输需要：至1990年站场仍仅4条股道，车站的5处候车室，其中3处为腾退货运仓库改用。作为京广铁路郑武段电气化工程的一部分，铁路部门计划在原汉口迂回线金家墩附近新建汉口站。汉口迂回线建于1955年，由丹水池经江岸西站至汉水桥桥头（后汉水桥线路所处），1972年实现复线化。新汉口站于1987年4月11日动工，1991年4月21日建成，此后大智门与金家墩的汉口站并用，9月30日车站各机构开始从大智门转场至金家墩。10月1日实施新老车站搬迁。同日，位于新汉口站以西、原隶属汉西站管辖的复兴湾站撤销，全体员工并入新汉口站。

#### 老站后续

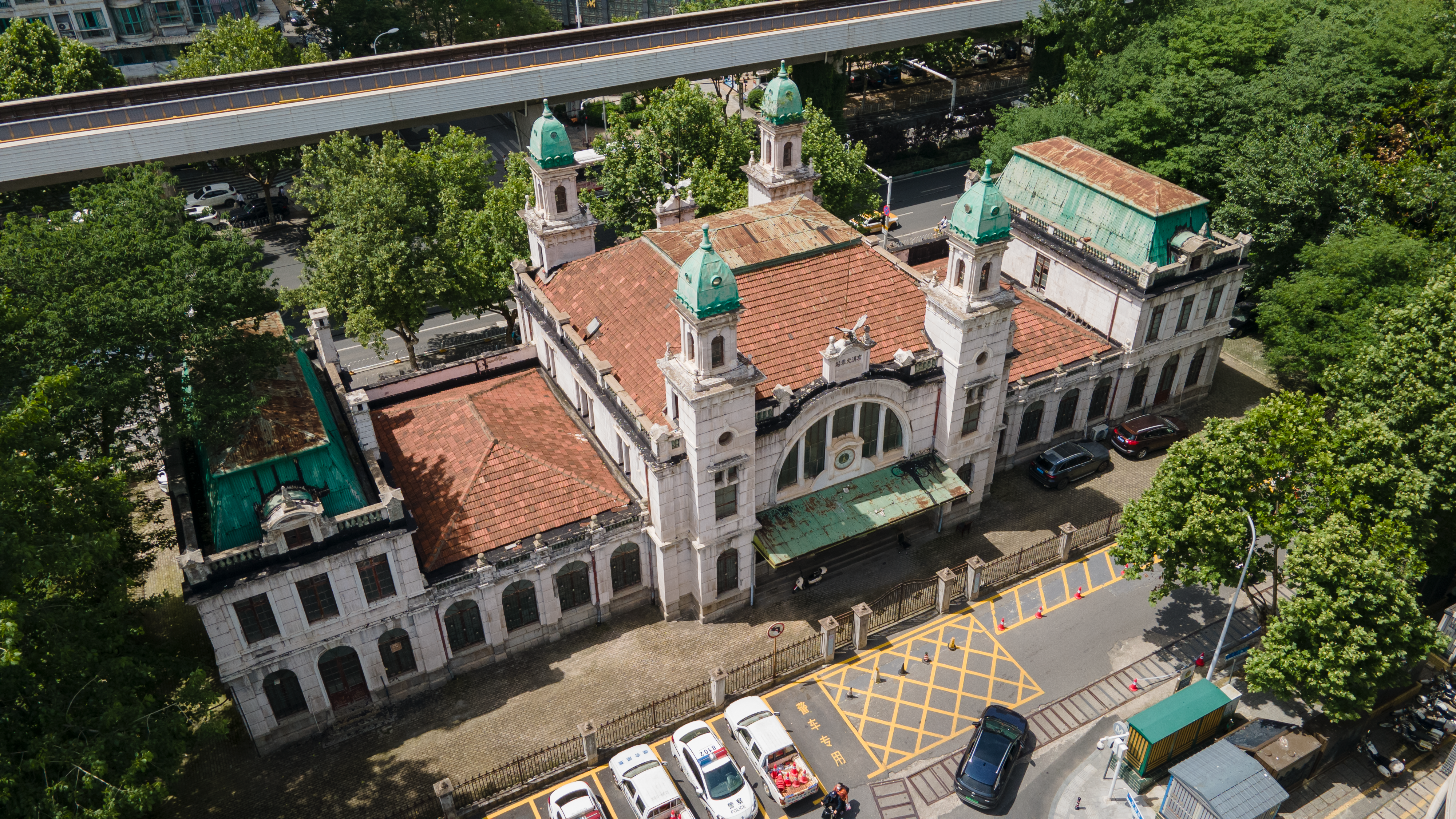
大智门站旧站舍（2024年）

1991年10月1日，汉口车站整建制搬迁至金家墩后，循礼门场设立为单独的四等站，汉口场除正线及毗邻2站台变为汉口乘降所外，其余设施停止使用。1996年7月，汉口乘降所及京广附属线汉水桥线路所—永清街区间移交武汉市政府，旧站场设施拆除，仅余车站站舍建筑。而旧汉口场站舍先后在1993年被湖北省人民政府、2001年被国务院批准列入第三批湖北省文物保护单位及第五批全国重点文物保护单位名单之中。

#### 初期使用
新汉口站投用后，又于1993年修建行包房一座，1994年又修建2条股道及第四站台，1996年建成。在新汉口站开通运营初期，车站的线路运营较为匮乏，旅客发送量不容乐观：日发送量有时不足3000人，使得当时可容纳6500人的4座候车室不得不被迫关掉其中2个；在汉宜高速公路（今沪渝高速汉宜段）开通后，车站原本开往宜昌的始发列车也被迫停运。
面对如此境地，汉口站的领导职工需要做出行动扭转困局，因此在1998年全国铁路第二次大提速尚且还在计划之中时，汉口站的工作人员便前往其它交通运输形式的站点及大专院校、武汉周边县市进行市场调研。调研结束后车站编成开行列车意见递交上级部门。1998年10月1日，开通182次始发列车，该列车的开行联通了华中地区和东北地区。2001年，开行到乌鲁木齐的始发列车。2007年4月18日开行北京西站方向的动力分散动车组列车。
至2000年，汉口站为武汉枢纽内的一等客运站，办理武汉枢纽江北地区始发、终到和通过旅客列车的乘降作业，以及旅客行李、包裹、邮件的发到中转业务，共有15对始发终到列车。车站主站房建筑面积1.8万平方米，设有有1个售票厅、8个候车室，包括2个软席候车室、3个贵宾室、3个普通候车室，分上下两层，一次可容纳6500人；站场有4座站台、11条股道、2条旅客地道、1座进站天桥。站场衔接北京、广州、襄樊三个方向，京广下行正线横穿站场、上行正线外包；汉丹线则在西咽喉接轨。

#### 引入快速铁路
2004年，国家发改委批复沪汉蓉铁路（合武铁路段）工程。在此后的计划中合武铁路预计引入汉口站，车站需要新建4座站台、无柱雨棚、高架候车室、北站房等设施。因此亦决定对既有南站房设施进行改造，使得新老车站部分在布局上合理、风格上统一。另外车站既有设施陈旧，容量不能满足客运需要，站台无法适应高速铁路列车的停靠，也需要进行扩建改造。
汉口站于2008年中开始进行扩建改造，车站改建工程总投资达3亿元人民币，8月20日起车站6—10道开始封锁施工。10月21日晚最后一趟始发列车发出后，车站售票厅及候车室连夜搬迁至车站毗邻的财神广场一、二楼中，旅客乘坐列车需从财神广场经过临时天桥进入站区。
2009年4月1日，合武铁路开通，汉口站首开前往上海、南京等城市的动车组列车。2010年春运期间，新汉口站站房东售票厅及部分候车室投入使用，当年6月底车站一切临时过渡设施撤出财神广场搬回南站房；当年12月18日站场1—14道改造工程全部完成并投入使用。2011年1月，与汉口站配套的汉口动车运用所投入使用。
2012年7月1日，沪汉蓉铁路汉宜铁路段通车，汉口站开行往来宜昌经停汉宜铁路所经荆州等江汉平原地区城市的动车组列车。2012年12月，武汉枢纽C2拉通工程完工，京广高铁顺利实现与武汉铁路枢纽互联互通，此后来自京广高铁广州方向的动车组列车从此亦可无障碍直达汉口火车站。2014年7月1日，沪汉蓉铁路全线贯通，汉口站开行前往成都、重庆、恩施的动车组列车。
2016年12月1日，武孝城际铁路开通运营，汉口站开行前往天河机场、孝感东的城际动车组列车。同日车站于14—17站台及站线投入使用，但18站台及站线直至2018年才开始动工，当年春运投入使用。2019年11月29日，武西高速铁路（汉十高速铁路段）通车，线路先期在云梦东站以南借道武孝城际铁路接入汉口站。
2020年1月23日，因新冠肺炎疫情擴大，《武漢市新型冠状病毒感染的肺炎疫情防控指挥部通告（第1号）》要求自當日上午10时起該站關閉，恢复时间另行通告。车站不再发送旅客，但仍办理到达及同站旅客中转服务。在封城两个多月后，3月28日零时起，汉口站正式恢复办理到达业务；4月8日零时起，恢复办理出发业务。
2020年7月，汉口站北广场开工建设。汉口站北广场主要位于车站北站房的西北侧，总用地面积4.8万平方米，并可连接武汉地铁12号线。2023年12月20日，汉口站北广场建成投用。

## 车站布局

### 站房
汉口站目前使用的站房于2010年2月部分投入使用，2011年1月全部投入使用。由中铁第四勘察设计院集团有限公司负责设计，中铁电气化局集团有限公司与中铁电气化局集团北京建筑工程有限公司联合体负责建设。建筑立面整体呈对称风格，并在水平方向上表现为三段式设计，该设计旨在模仿、回归汉口大智门时期的新古典主义站舍建筑风格。南侧正立面中心由以高31米弧形拱顶为顶的中央广厅以及两侧47米高的钟塔组成，中央广厅部分地上3层，地下部分1层，用作地下出站厅使用。两侧对称分布着高24米的裙楼，并设有15米高的柱廊，裙楼地上3—4层，地下部分1层。
站房的使用面积达16.5万平方米，内有4个候车室：基本候车室、高架候车室、老幼病残孕候车区、VIP贵宾俱乐部。汉口站站房原仅开放南进站口，北进站口建筑虽已于2016年左右完工，但站前广场因京广铁路正线、地铁2号线与12号线等线路经过、产权复杂一直拖至2020年7月才动工。2024年1月1日，汉口站北广场进站口开放。

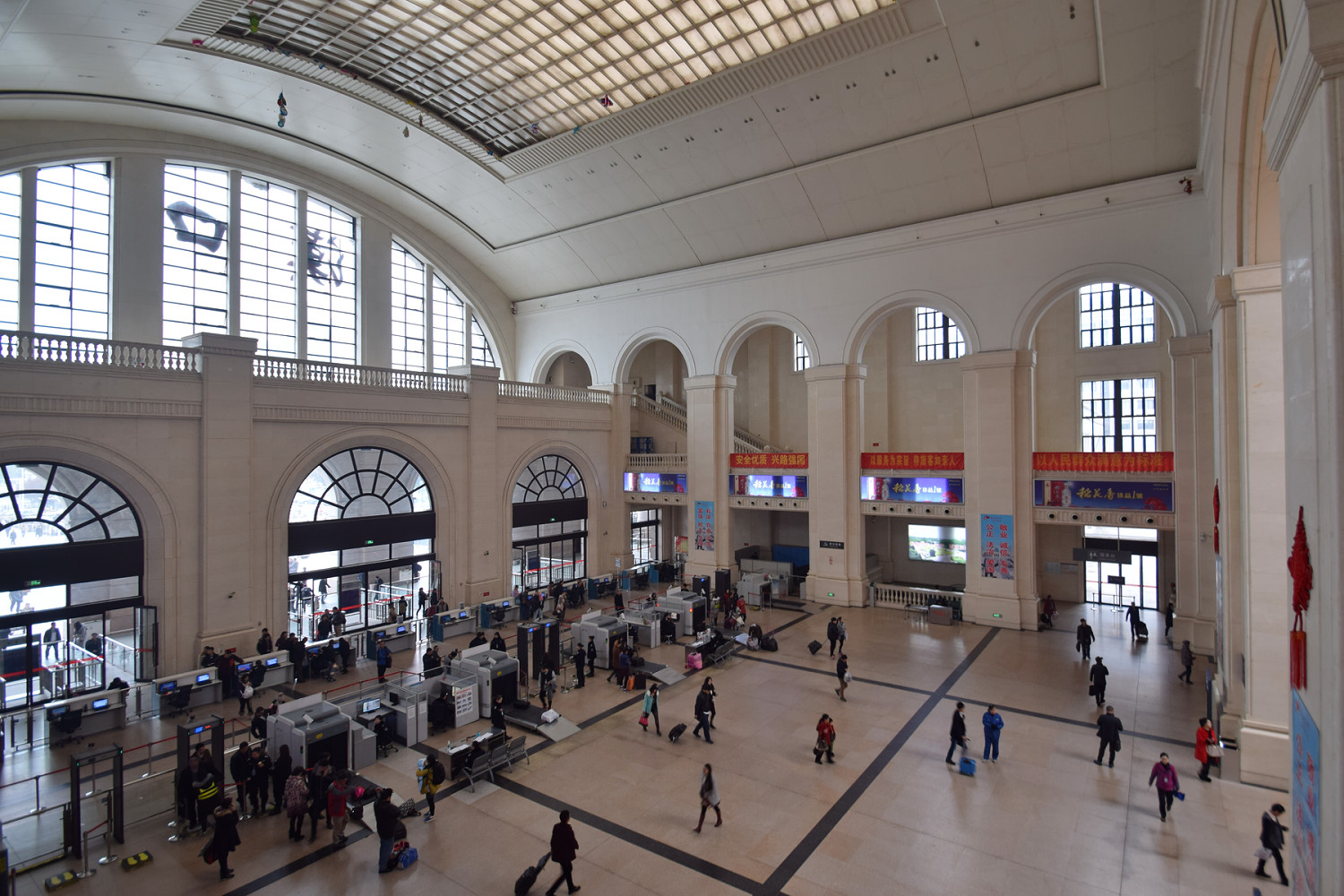
南进站口与进站安检大厅
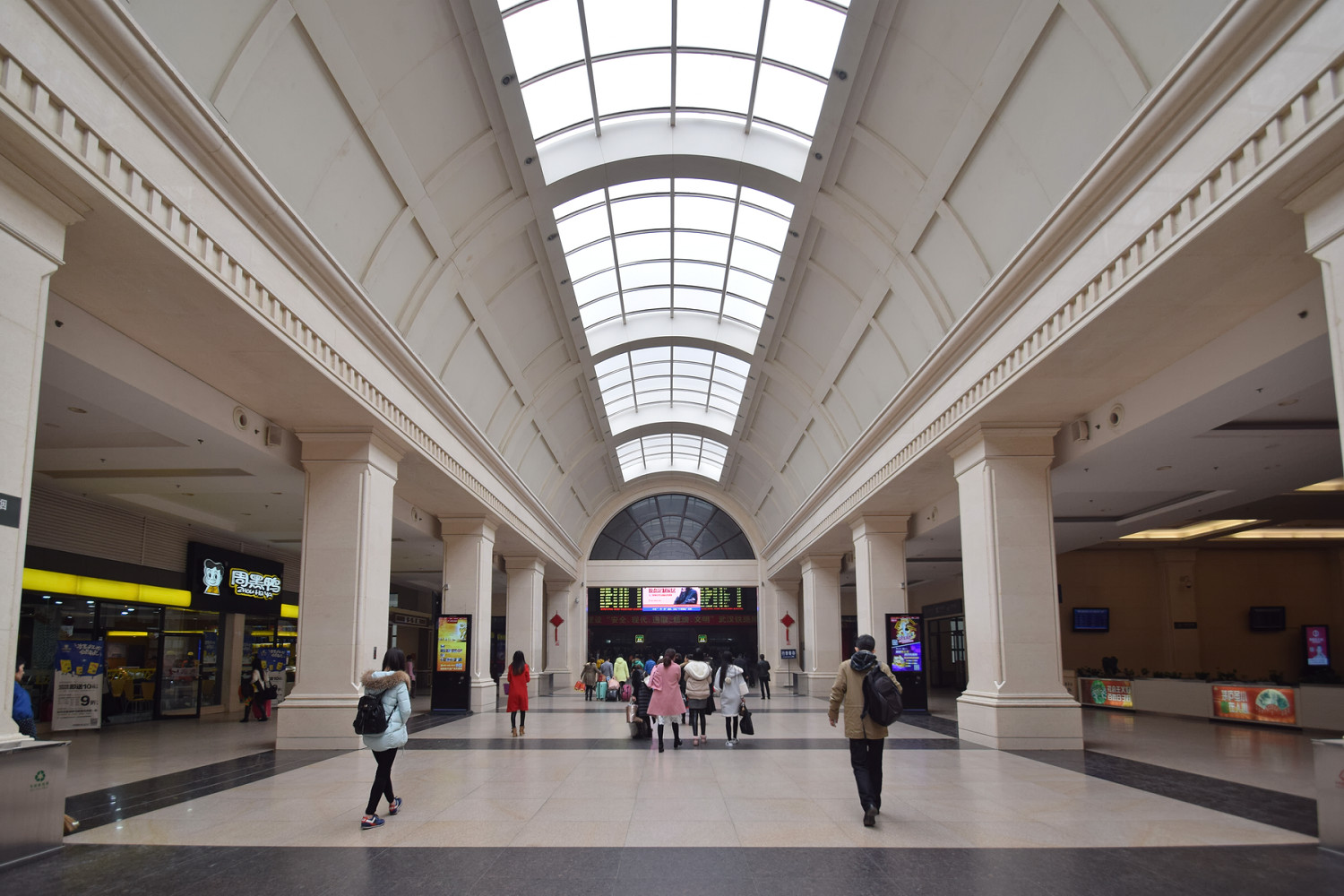
中央通廊
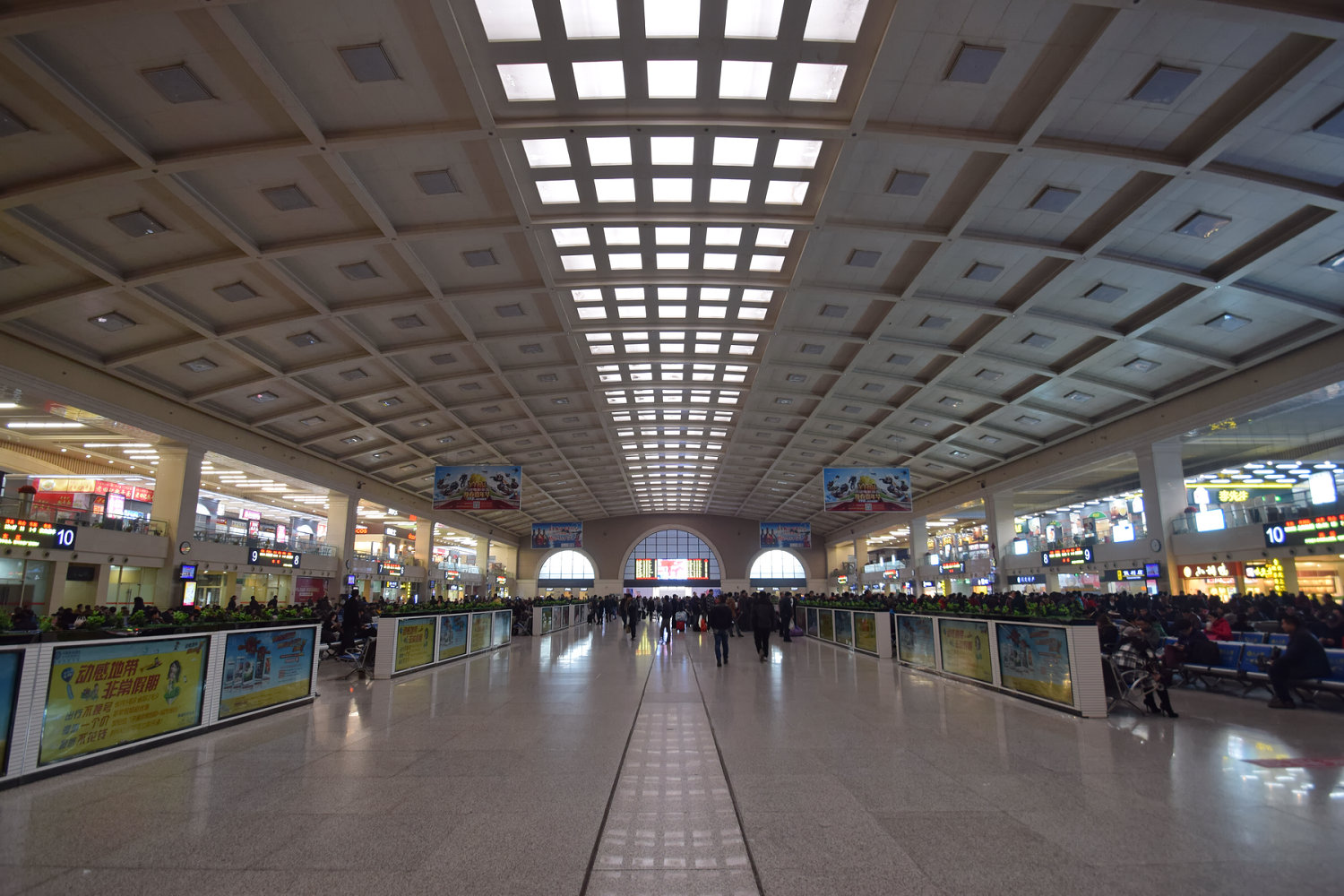
高架候车厅
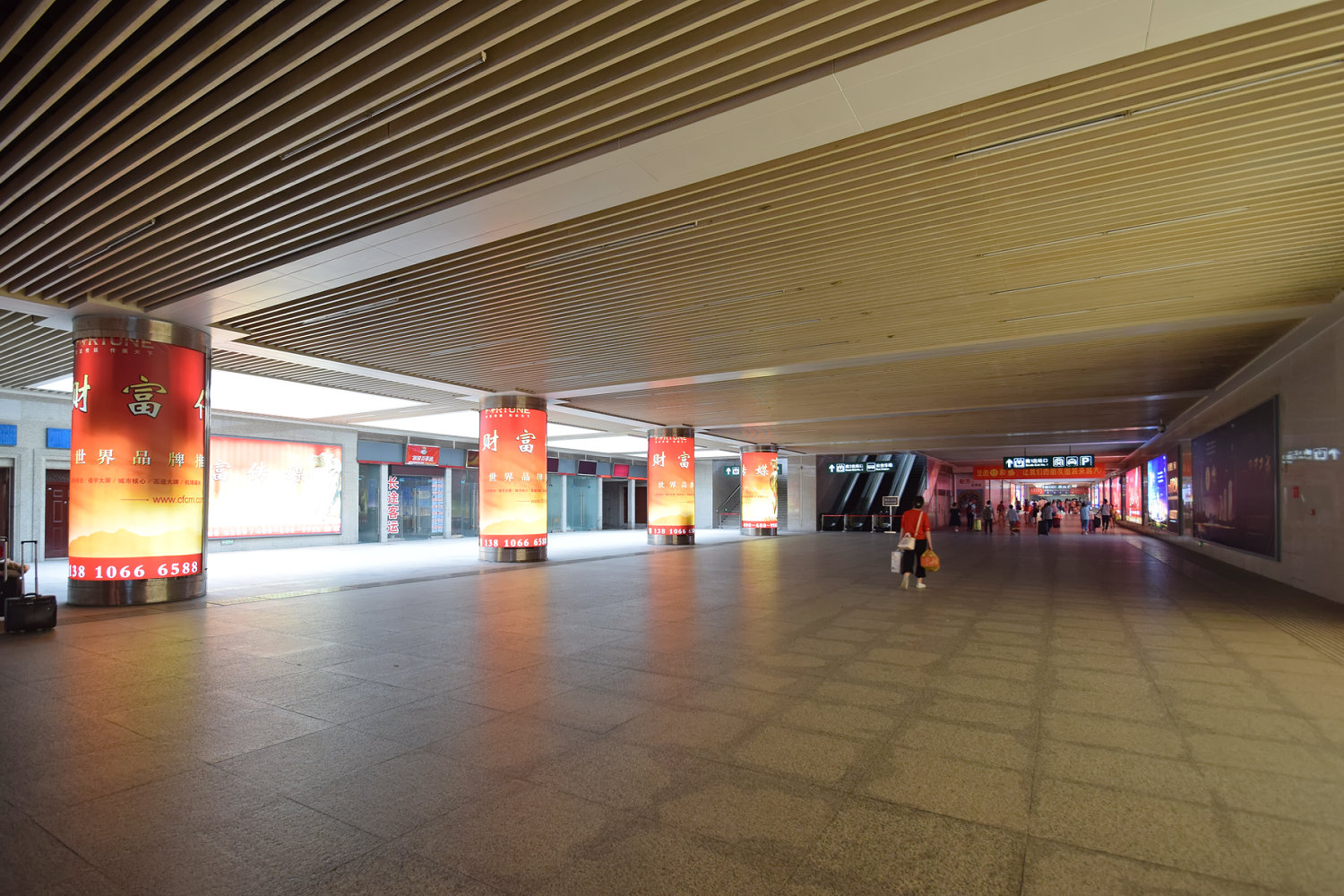
出站通道
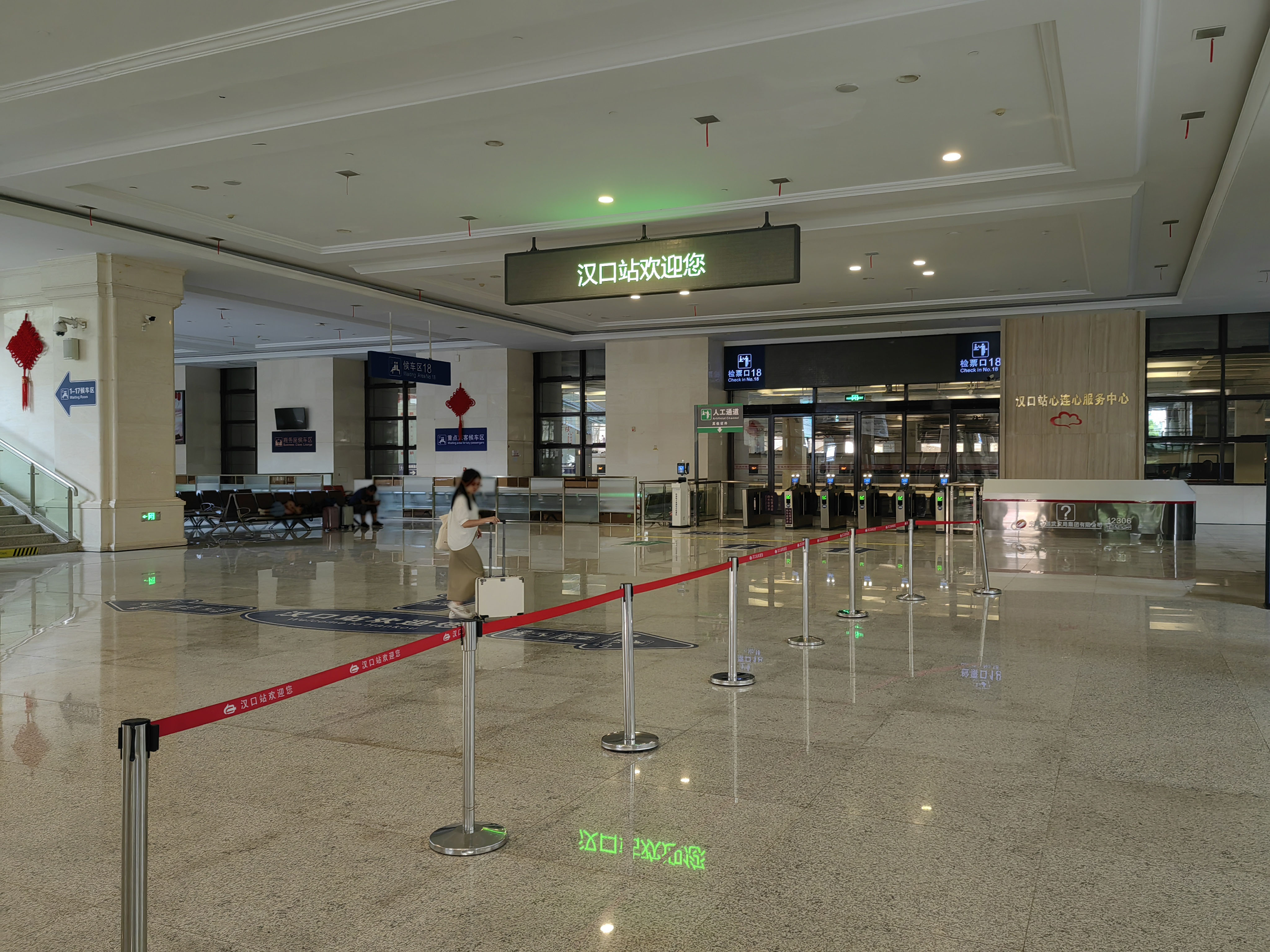
随北站房启用的18候车区

### 汉口站南广场

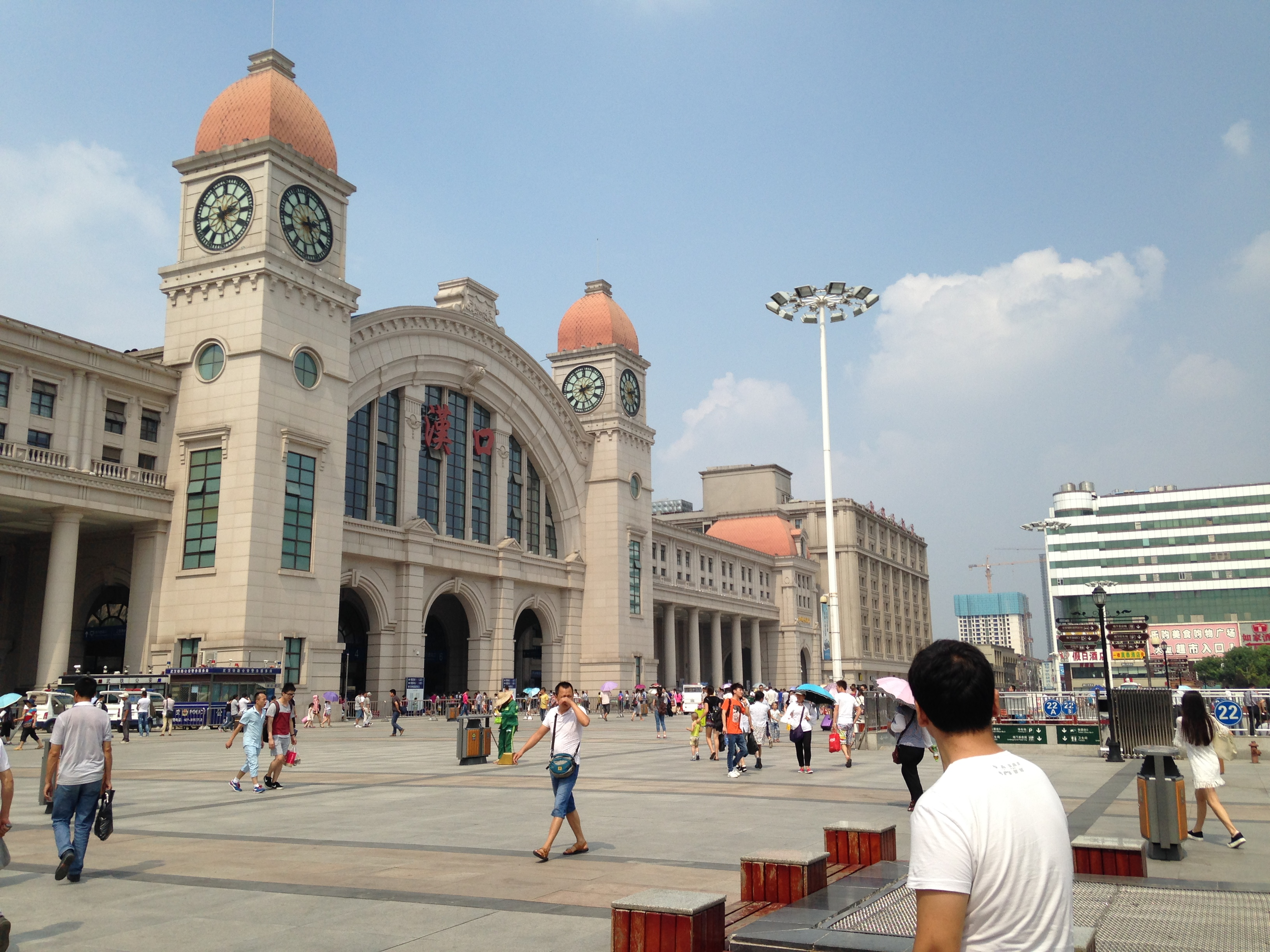
站房前的南广场部分

汉口站南广场位于南站房以南，在金墩街、银墩街、发展大道合围的区域之中，总面积12万平方米。在汉口站扩建改造期间，依照路局要求武汉市市政单位及汉口站施工方也对既有的南广场设施（行包房、车站办公楼、江城大酒店、广场道路等）以及广场附近建筑设施进行了改建工程。改造后的南广场地面部分被“十”字形路网分为四个板块：西北侧为武汉地铁2号线汉口火车站出入口以及公交枢纽站；西南侧为旅客休闲区；东北侧为可供215辆出租车停靠的出租车停靠区；东南为2号社会停车场；另外在车站南站房前的区域为1号社会停车场。南广场地下部分为1万多平方米的人员疏散大厅以及3万多平米的地下停车场。

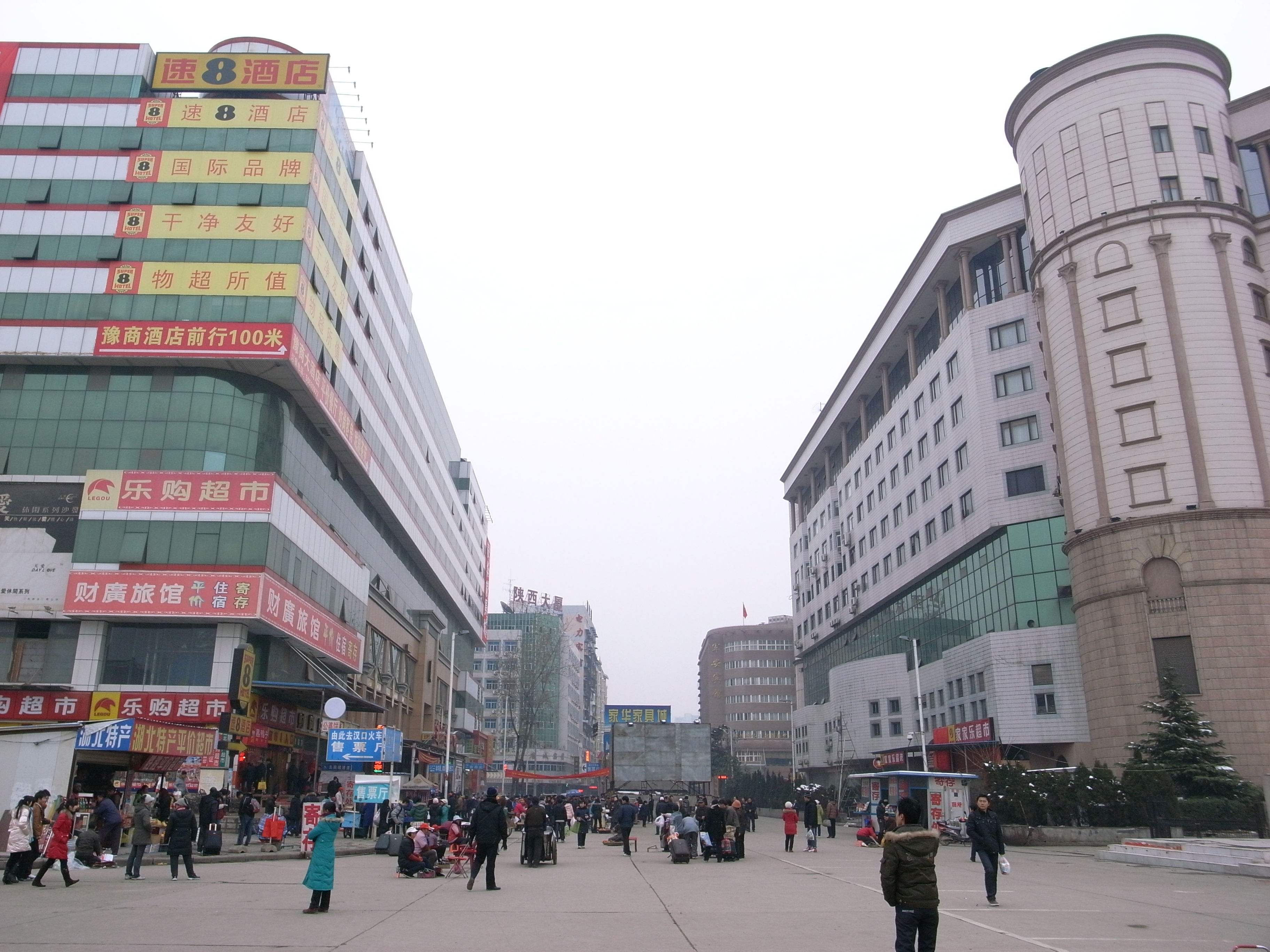
南广场东侧的财神广场与东方建国大酒店
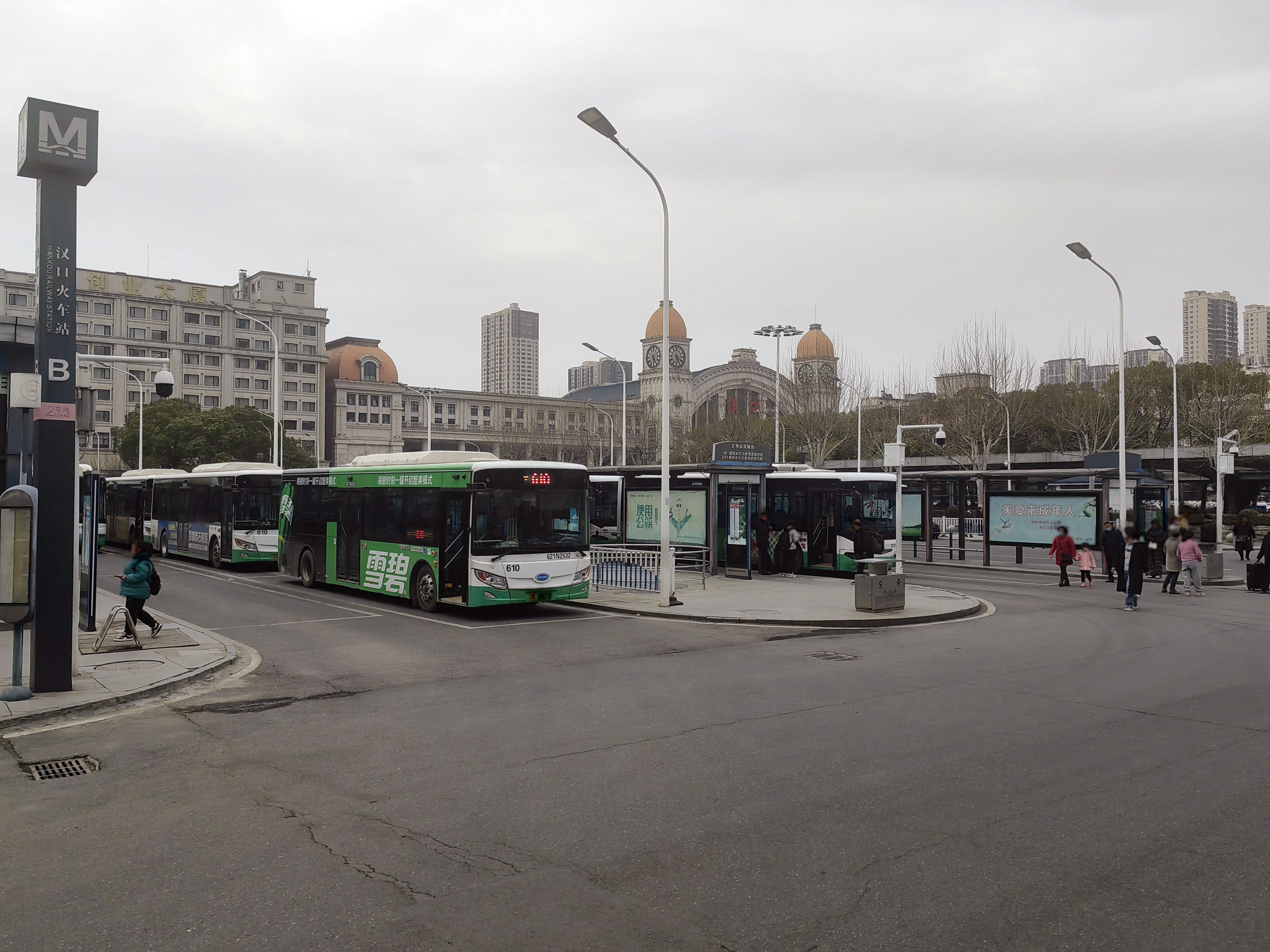
南广场公交枢纽

### 汉口站北广场

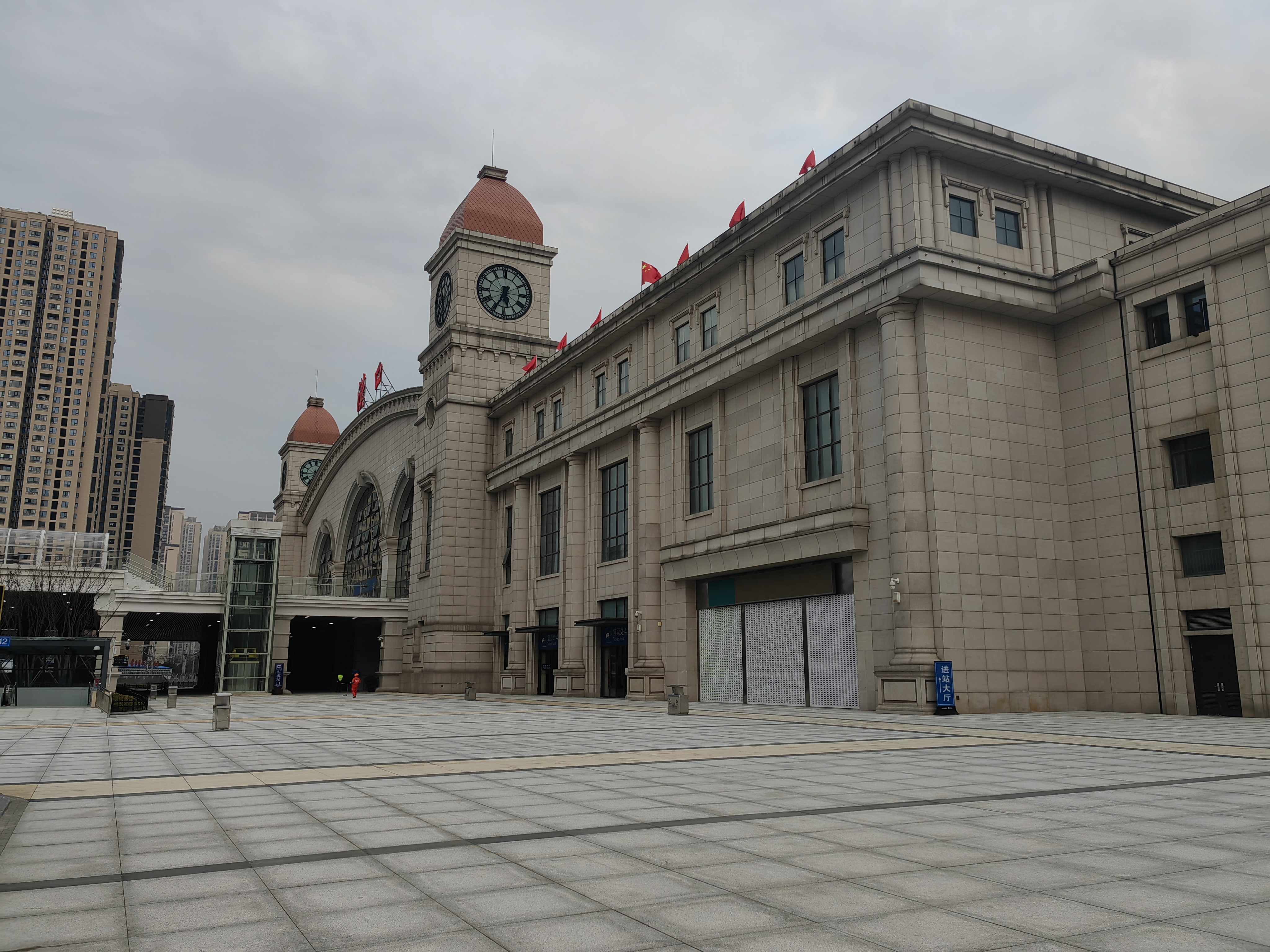
汉口站北广场

汉口站北广场位于北站房以北，在常青一路、银墩街、新湾四路合围的区域之中，北广场旨在为汉口北部地区以及东西湖区、黄陂区、新洲区的旅客进站提供便利，其总用地面积4.8万平方米。2023年12月20日设施启用。大体可分为人流集散区与交通接驳区两个区块：在北站房出入口附近为人流集散区；地上地下皆有集散区域，并设置有穿过京广铁路正线的高架平台与下穿通道；北广场西侧是为公交、出租车、社会车辆停靠准备的交通接驳区，地上设有可供50辆出租车等候的出租车停靠区及公交枢纽站，地下设有可供300余辆社会车辆停靠的地下停车场。

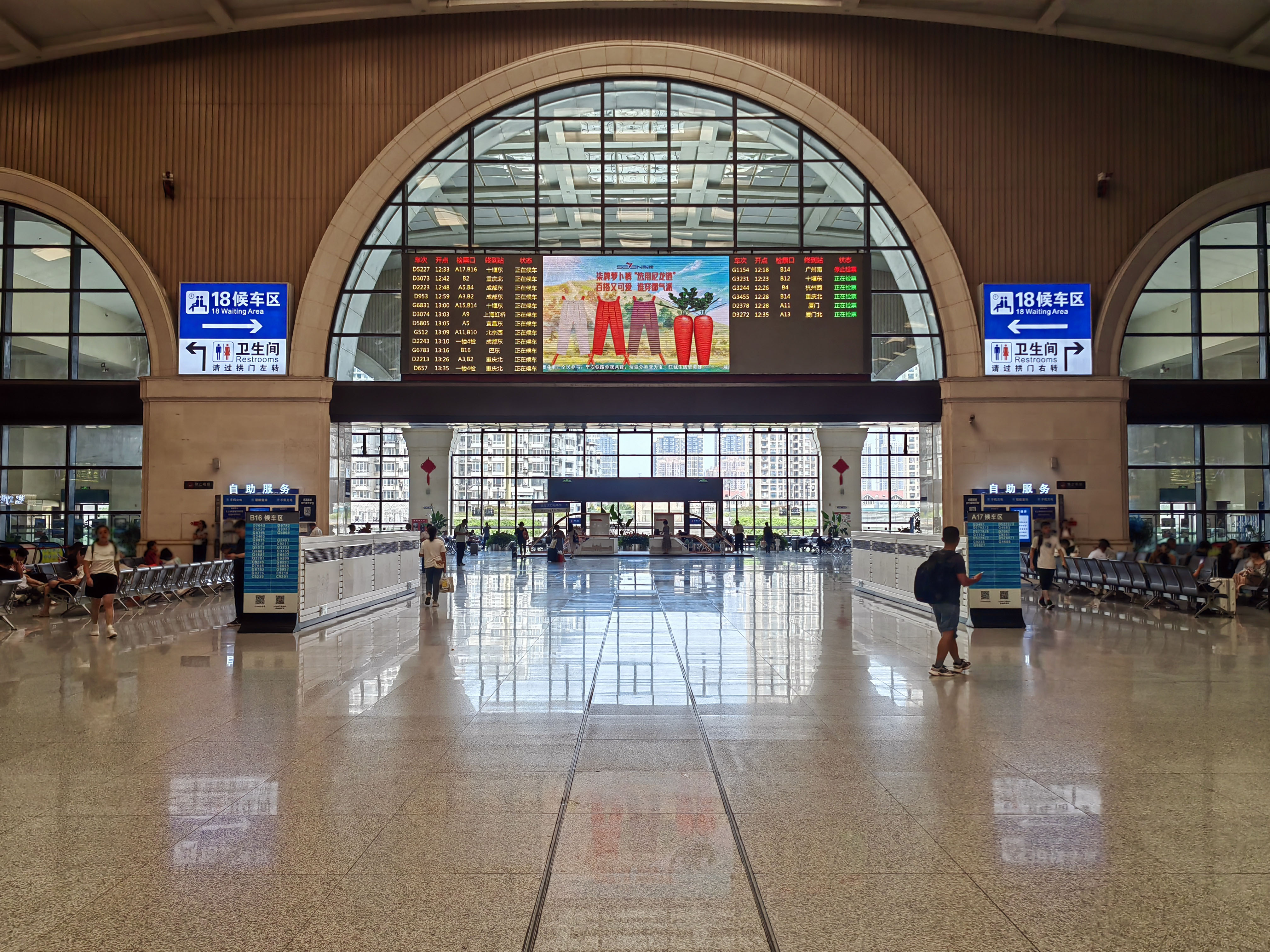
高架候车厅北端，可见北站房外部的高架平台
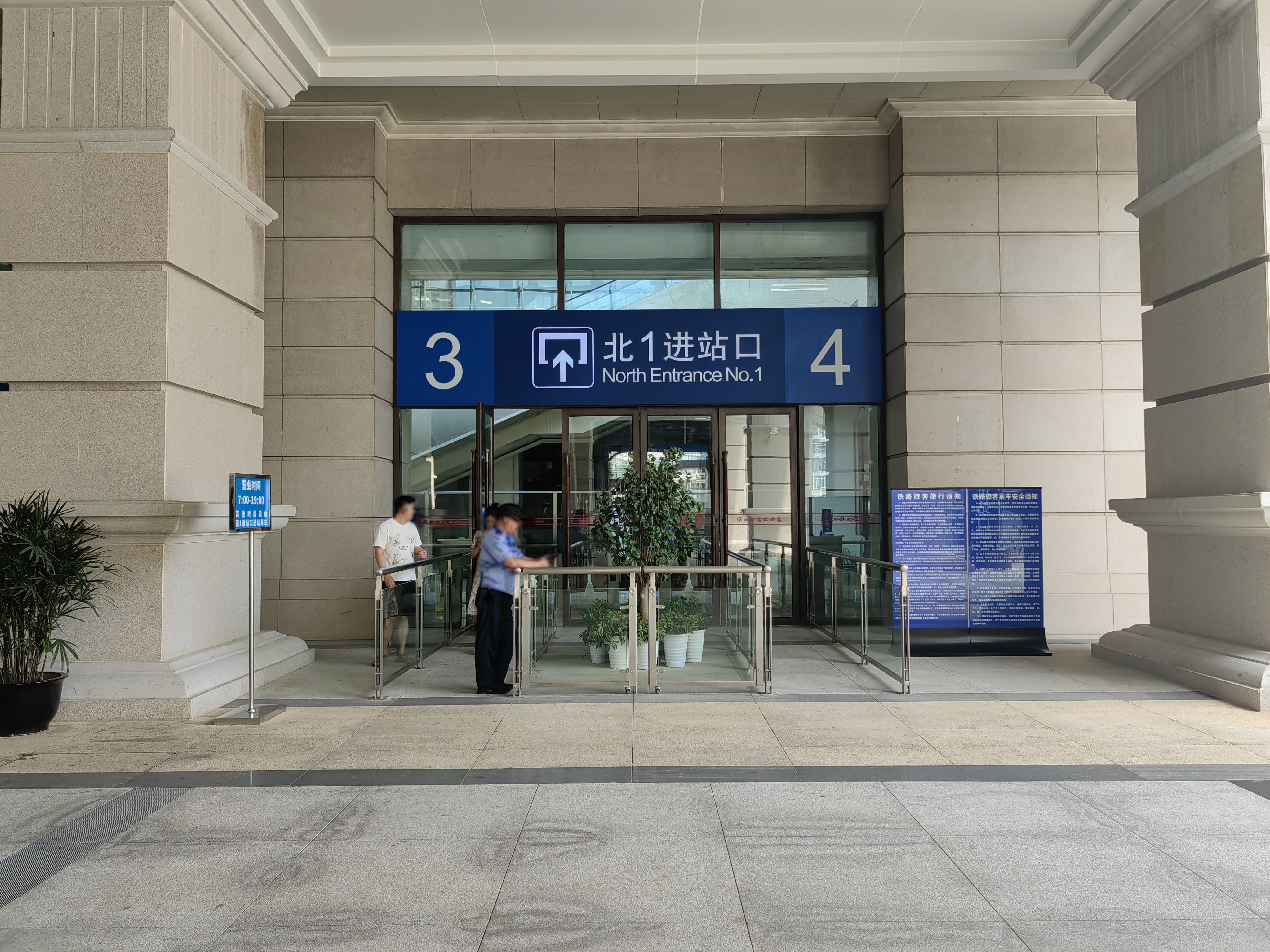
北1进站口

### 站场
汉口站内设有18条到发线、2条正线；2座基本月台和8座中间月台共计18个站台面，1—13站台属综合场、14—18站台属城际场。汉口客车整备所、汉口折返段位于车站西侧，汉口动车所位于车站东侧。
京广铁路上下行正线在改造后全部从车站北站房前通过，车站利用汉口联络线在丹水池站及汉西站与京广铁路正线相连接。综合场中车站引入宁蓉线和汉丹铁路，城际场于车站东侧引入武孝城际铁路。
因此车站西咽喉从北向南依次为京广上行客车线、武孝场京广下行联络线、宁蓉（汉宜段）上行线、汉丹下行线、汉口折返段和客车整备所出入库线、汉丹上行线、宁蓉（汉宜段）下行线和汉口联络线下行线；车站东咽喉自北向南依次为武孝场京广上行联络线、武孝城际线上下行、京广上行客车线、宁蓉（合武段）上行线、汉口动车所走行线、宁蓉（合武段）下行线和汉口联络线下行线。
车站西侧设有汉口线路所，京广正线、汉丹正线、京广上行客车线和武孝场京广下行联络线在此交汇。
| 17站台 |
| 16站台 |

| 15站台 |
| 14站台 |

| 13站台 |
| 12站台 |

| 11站台 |
| 10站台 |

| 9站台 |
| 8站台 |

| 7站台 |
| 6站台 |

| 5站台 |
| 4站台 |

| 3站台 |
| 2站台 |

## 下辖场站所
汉口站行政组织由中国铁路武汉局集团有限公司直属，属其下辖运输站段中的车务机构。截至2021年，车站下辖场站及线路所有：
- 汉宜铁路6站1所：吴家山线路所、汉川站、天门南站、仙桃西站、潜江站、荆州站、枝江北站，2011年8月交车站管理。
- 武孝城际铁路9站：后湖站、金银潭站、盘龙城站、天河机场站、天河街站、闵集站、毛陈站、槐荫站、孝感东站，2018年5月交车站管理。
- 武仙城际铁路2站：大福站、仙桃站，2020年交车站管理

另管理汉口线路所与汉口动车运用所。

## 接驳交通
在车站南广场西北部分，武汉轨道交通2号线经过此处并设有地铁汉口火车站。自2020年1月10日起汉口站地下1层出站大厅开通免安检通道，凡从汉口站出站的旅客可毋须安检直接刷卡乘坐地铁。
在北广场启用后，汉口站在南北广场各有一座公交枢纽站：一个是位于火车站南广场西侧的汉口火车站（公交枢纽），一个是位于火车站北广场西侧的汉口火车站北广场（公交枢纽）。

## 争议与批评
2009年，公交分局汉客派出所在汉口站附近挂出“请不要搭理陌生人问话”的标识，外地游客普遍对此标识不满，认为此标识有歧义，对人生地不熟、有问路需求的外地游客不友好；同年车站出站口商户付费租借板凳的行为也引发了争议。2011年，针对车站停车场夜间收费价格，有市民批评太贵。

### 站名争议
2020年初，位于汉阳地区的武西高速铁路车站公布暂定名称为“武汉西站”后，随即在互联网中引起有关武汉铁路枢纽车站的命名争议。有网友及学者认为既有车站名称只在武汉市民群体中有较为清晰的识别，但对于外地旅客则不然，因此应该把武汉铁路枢纽三大客运站——汉口站、武昌站、武汉站一道按照北京铁路枢纽的“市名+方位”规则更名。同时也有人认为，既有名称有一定地域和历史气息，贸然更改会造成更大的不适应，是而反对更名。
2024年前，有网民在《今日头条》平台上多次发文对汉口站的命名表示疑问。其认为，汉口已经作为武汉市的一部分，并且目前已没有任何名为“汉口”的行政区划，因此不应将这一历史地名用于火车站的名称，建议对车站进行更名。针对其发言，互联网上支持与反对声音俱存。武汉市政府参事胡全志在此后发文，认为汉口火车站改名后，依此逻辑汉口银行等组织单位以及汉口中华全国总工会旧址等汉口境内各级文物保护单位也有更名必要；另外2022年5月1日国务院公布的《地名管理条例》规定，具有重要历史文化价值、体现中华历史文脉的地名，一般不得更名。因此反对汉口站更名。

## 备注
1. ↑  在当时一些文献记载中“汉口”的前缀往往省略而称“大智门站”，诸如《汉口车站志》与民国23年《平汉铁路工务纪要》。[10][11]。《汉口车站志》载至民国36年（1947年）汉口地区四座车站方才冠以汉口前缀，但民28（1939年）的《北支蒙疆铁道略图》以及《平漢鐵道調査報告 工務關係》中皆载为“汉口大智门”[12]，民4、民12、民22《京（平）汉铁路旅行指南》也载为“汉口大智门”[13] ；另外早期车站站牌历史照片、二代站房一侧皆书以“汉口大智门”，这显然与《汉口车站志》的记载矛盾，故不取《站志》记载。
2. ↑  光绪29年（1903年）闰5月
3. ↑  《平汉铁路接收周年纪念特刊》载尚存框架。
4. ↑  现1号社会停车场用作出租车上客区
5. ↑  含京广汉口联络线、汉口汉西联络线2条线路，2线共用里程[80]。